# Urolophus paucimaculatus
Urolophus paucimaculatus är en rockeart som beskrevs av Dixon 1969. Urolophus paucimaculatus ingår i släktet Urolophus och familjen Urolophidae. IUCN kategoriserar arten globalt som livskraftig. Inga underarter finns listade i Catalogue of Life.